# Эли, Ричард
Ричард Теодор Эли (англ. Richard Theodore Ely; 13 апреля 1854, Рипли, штат Нью-Йорк — 4 октября 1943, Олд-Лайм, штат Коннектикут) — американский экономист, сооснователь и шестой президент Американской экономической ассоциации в 1900—1901 годах.

## Биография
Ричард родился 13 апреля 1854 года в Рипли, штат Нью-Йорк, отец — Эзра Стерлинг Эли, мать — Харриет Гарднер Мейсон.
В 1876 году получил бакалаврскую степень, а в 1879 году магистерскую степень в Колумбийском университете, в 1881 году окончил Гейдельбергский университет с докторской степенью, в 1892 году получил докторскую степень по праву в колледже Хобарта и Вильям Смита.
В 1881—1892 годах профессор кафедры политэкономии в Университете Джонса Хопкинса, затем в 1892—1925 годах профессор и директор Школы экономики при Висконсинском университете. В 1925−1933 годах профессор в Северо-Западном университете.
25 июня 1884 года Ричард первый раз женился на Анне Андерсон.
В 1885 году был сооснователем, в 1885—1892 годах был первым секретарём, а в 1900—1901 годах — президентом Американской экономической ассоциации.
Выступал как один из ведущих деятелей прогрессивистского движения в США, давшего название Эре прогрессивизма, боролся за социальные реформы и большее государственное вмешательство в экономику с целью улучшения условий труда, искоренения детского труда, обеспечения прав профсоюзов и вообще устранения недостатков капитализма; при этом критиковал и социализм. Был учредителем и секретарём Христианского социального союза.
Основал и являлся редактором журнала «Journal of Land» и «Public Utility Economics».
Ричард умер 4 октября 1943 года в Олд-Лайм, штат Коннектикут.

## Память
Дом Ричарда Эли, в котором жила семья Эли, стал национальным историческим местом с 1974 года.

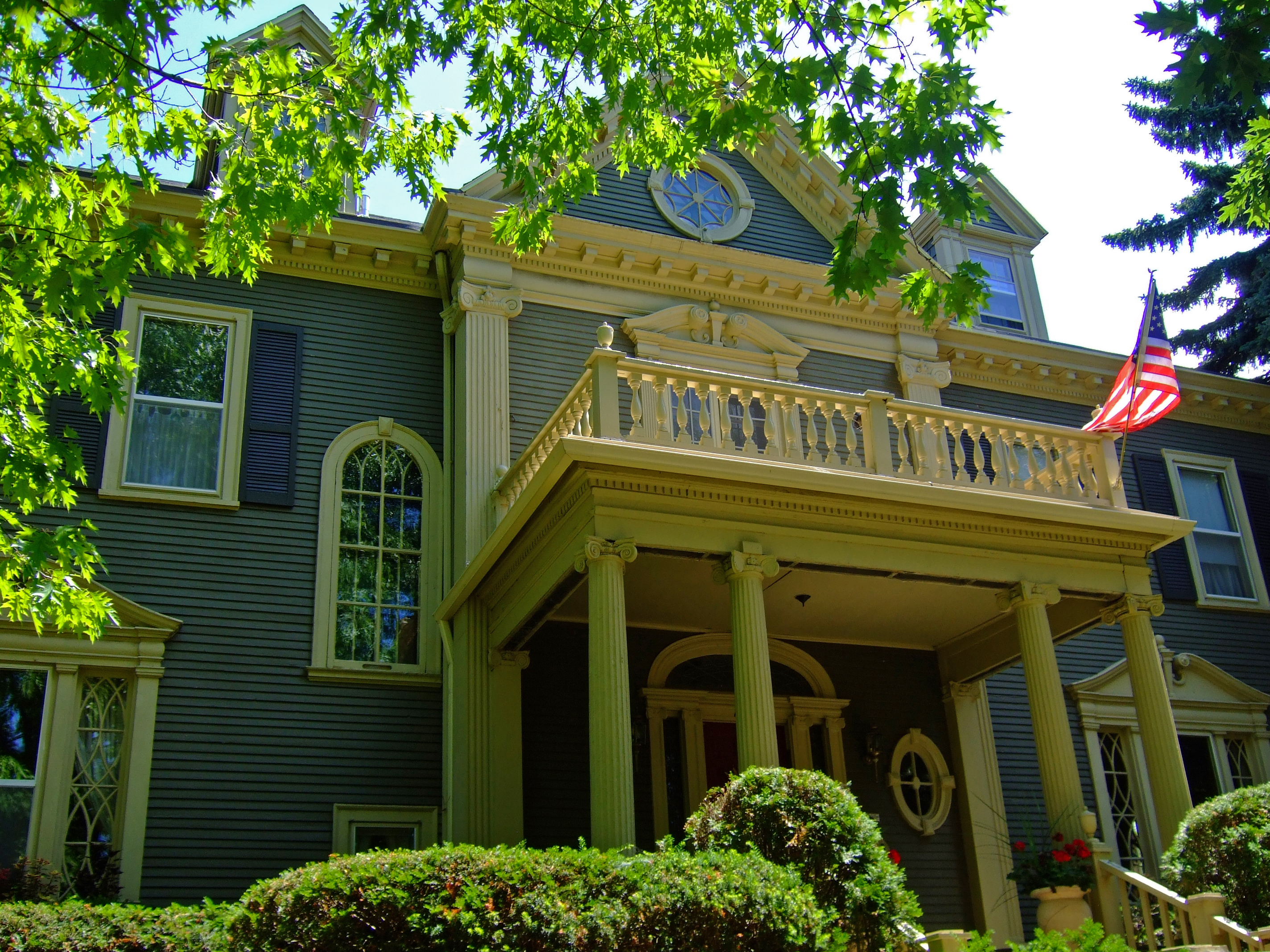
Дом Ричарда Эли

Университет Джонса Хопкинса проводит двухнедельные ежегодные лекции памяти Ричарда Эли с 1998 года.
Американская экономическая ассоциация проводит ежегодные лекции памяти Ричарда Эли с 1962 года.
Епископальная церковь канонизировала Ричарда Эли и почитает его ежегодно 8 октября согласно литургическому Календарю святых.